# Turbánliliom
A turbánliliom (Lilium martagon) az egyszikűek (Liliopsida) osztályának a liliomvirágúak (Liliales) rendjébe, ezen belül a liliomfélék (Liliaceae) családjába tartozó, néha egy méter magasra is megnövő, impozáns növényfaj.

## Előfordulása, élőhelye
Majdnem egész Európában és Észak-Ázsiában előfordul. Kedvenc élőhelyei a bükkös-gyertyános elegyes erdők, a karsztbokorerdők, a cserjések, ligetek. Magyarországon leginkább a Dunántúlon és középhegységek erdeiben található meg; védett növény, természetvédelmi értéke 10 000 Ft. Főleg csapadékosabb években igen gyakori. Érdekessége, hogy speciális alakú virágait kizárólag szenderek (lepkék rendjéhez tartozó rovar) képesek beporozni.

## Változatai
- Lilium martagon var. martagon
- Lilium martagon var. pilosiusculum Freyn

## Jellemzői
A turbánliliom 50–120 centiméter magas, hagymás évelő növény.
Levelei hosszúkás lándzsásak, ép szélűek, párhuzamos erezetűek; csúcsuk és válluk is fokozatosan keskenyedik. 
A felsők szórtak, az alsók inkább örvösen állnak. 
A párta rózsa- vagy bíborszínű (néha fehér) alapon sötéten pettyezett, a lepellevelek visszahajlók. 
A portokok vörösek. 
Virágzata 5–10 virágú, laza, lecsüngő fürt. 
Júniusban és júliusban virágzik. 
Toktermése hártyás élű tok.

## Felhasználása
Sárga hagymáját Szibériában étkezési célra is hasznosítják.

## Képek

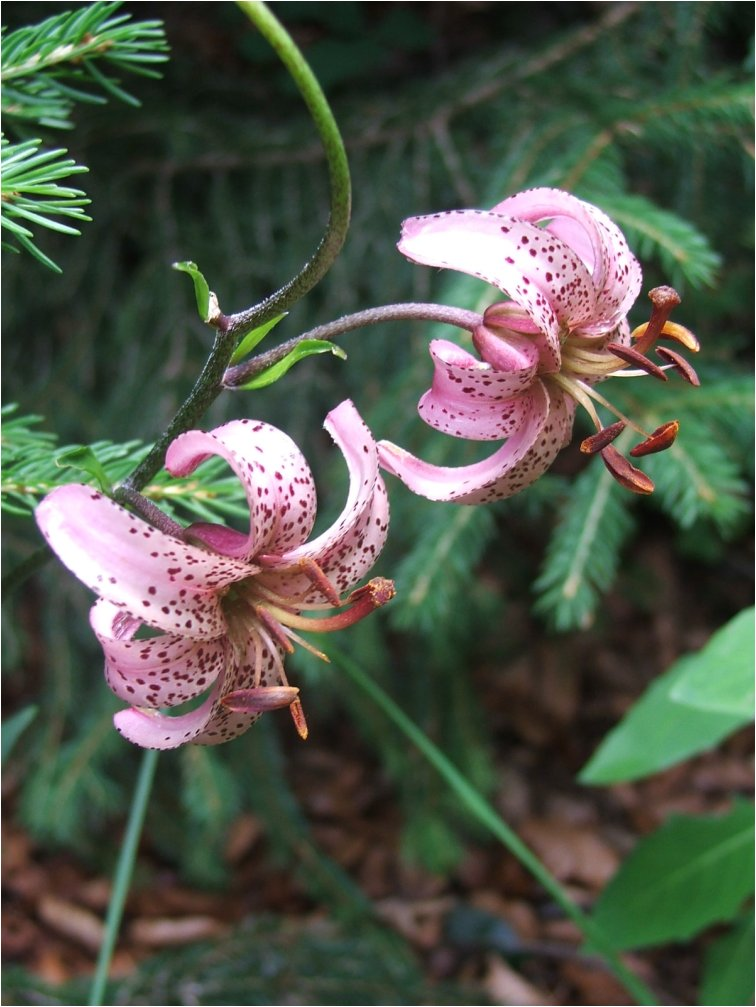
A virágának lepellevelei.
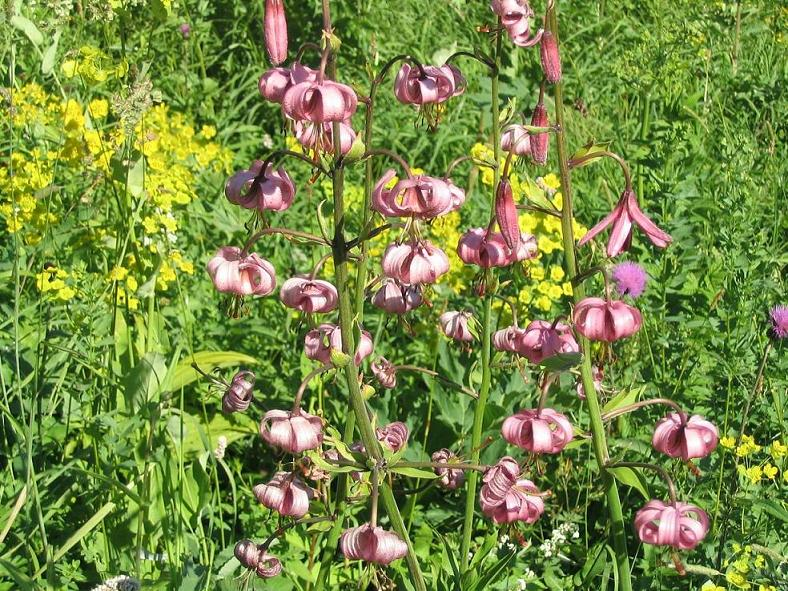
Élőhelyén virágzó turbánliliom.
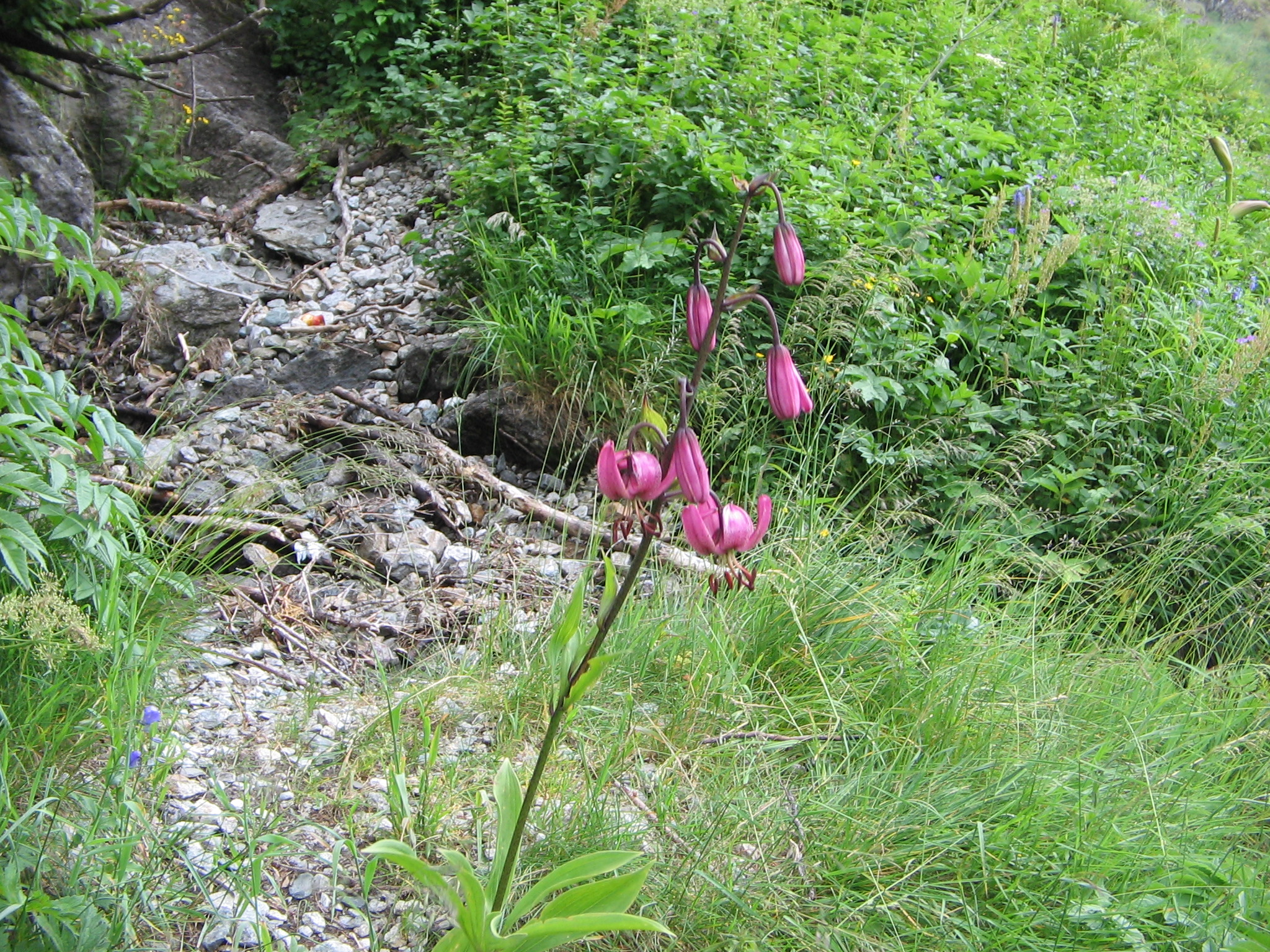
Egy vízrejtő szélén.
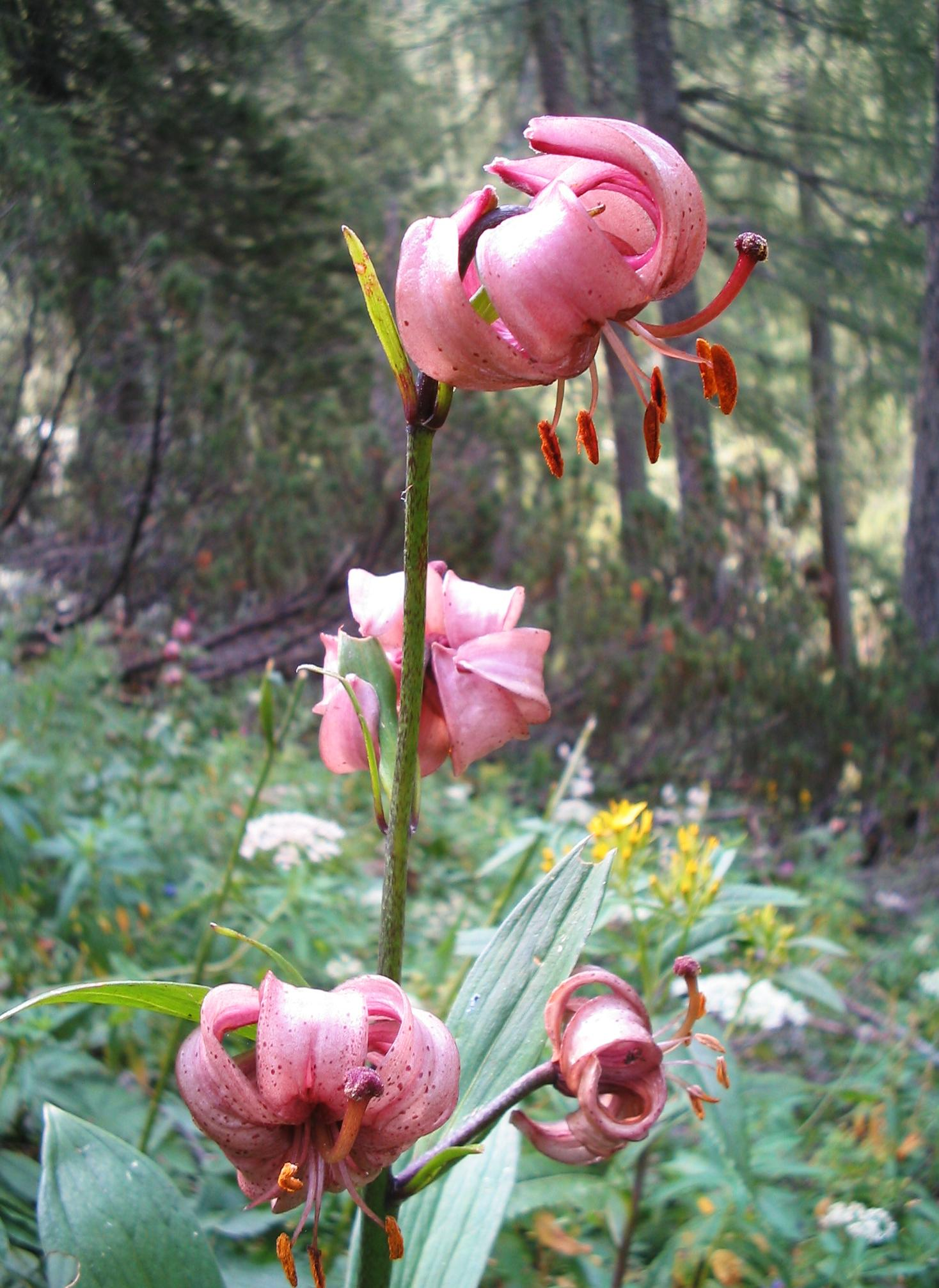
Egy fejlett növény virágzata.